# Клемке, Вернер
Вернер Клемке (нем. Werner Klemke; 12 марта 1917, Берлин — 26 августа 1994, там же) — немецкий график, книжный иллюстратор, педагог, профессор. Академик Академии искусств ГДР (1961). Трижды лауреат Национальной премии ГДР (1962, 1969, 1977). Почётный член Академии художеств СССР (1973).

## Жизнь и творчество
Родился в семье столяра, в детстве и юности много рисовал, часто посещал музеи и библиотеки. В 1936 окончил берлинскую гимназию, после чего несколько месяцев учился на преподавателя живописи во Франкфурте-на-Одере. В 1937, не закончив этого образования, поступил художником мультипликации на фирму Крузе-фильм.
Осенью 1939, с началом Второй мировой войны, призван в немецкую армию. С 1940 служил в канцелярии частей противовоздушной обороны на Западном фронте. Во время военной службы выправлял документы голландским евреям, помогая им ускользнуть от депортации.
После окончания войны попал в плен к англичанам и находился в лагере близ города Норден, в Восточной Фрисландии. Летом 1945 года при его активном участии в Нордене вышла из печати первая в послевоенной Германии иллюстрированная детская книга — Бременские музыканты. В 1946 вернулся в Берлин, где первое время зарабатывал разрисовкой абажуров, магазинных витрин и декорацией трактиров, занимался также плакатным искусством. В 1947—1950 стал сотрудничать со многими газетами, журналами и другими периодическими изданиями — такими, как Нойе Берлинер иллюстрирте, Уленшпигель, детскими журналами Юный пионер и АВС.

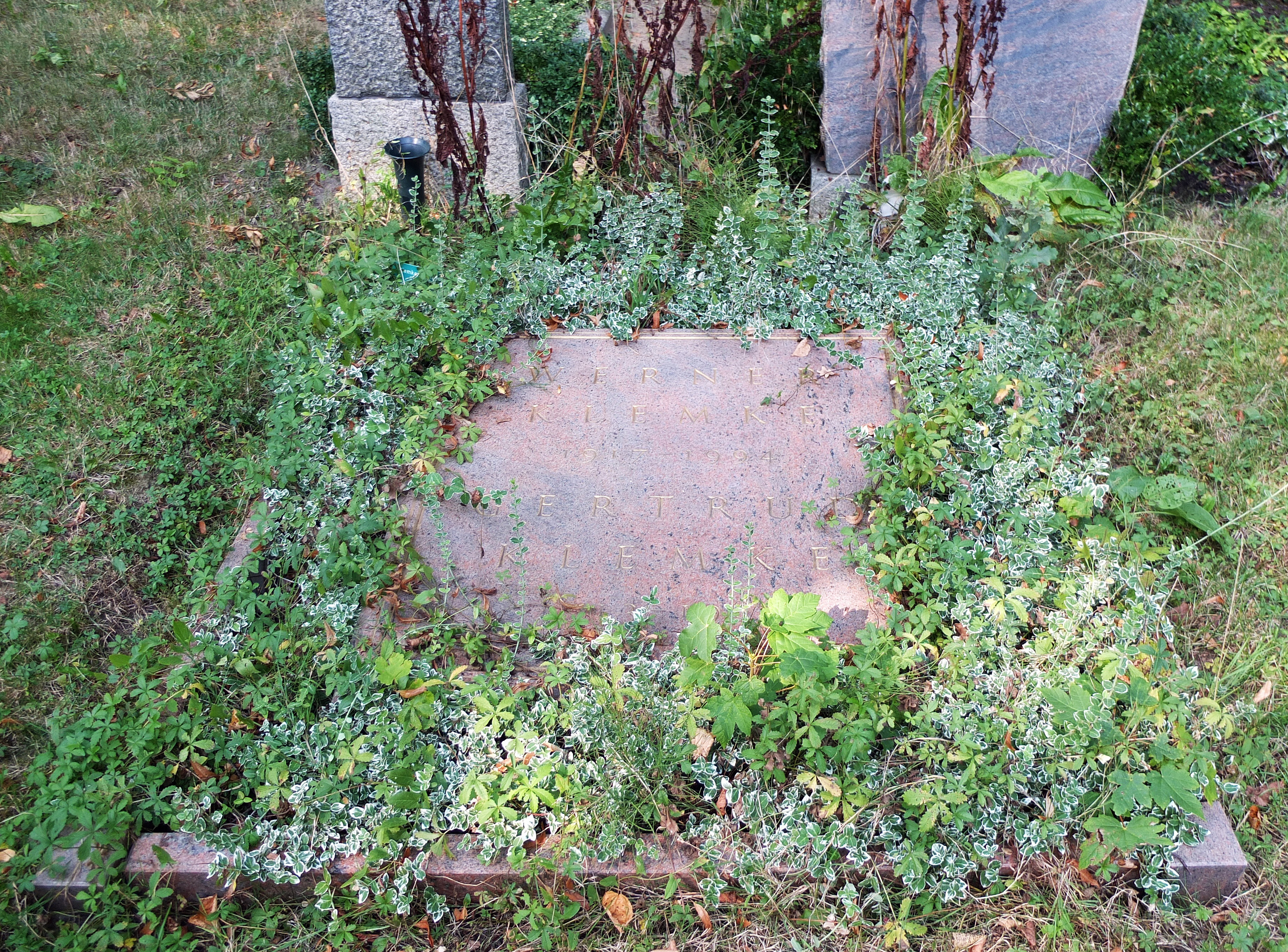
Могила Вернера Клемке

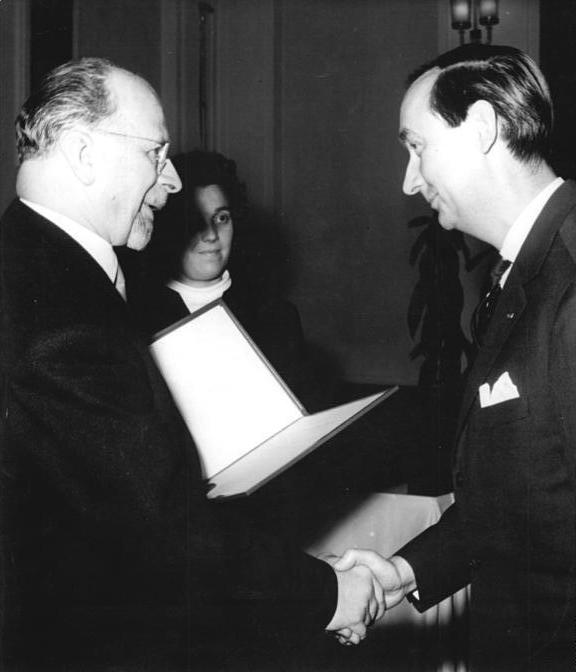
Вальтер Ульбрихт вручает знак и диплом лауреата Национальной премии ГДР Вернеру Клемке, 1962

В 1948 получил первый большой заказ от издательства Verlag Volk und Welt на иллюстрацию книжной литературы — изготовление более чем 100 ксилографий к Юмористическим эскизам из немецкой торговой жизни Георга Верта. За этим заказом последовало множество других — за свою творческую биографию (с 1955 и до 1990 года) В. Клемпе создал более 400 только оформлений обложек для любимого им и многими гражданами ГДР журнала Das Magazin. Особенно занятно было читателям найти на обложке В. Клемке изображение чёрного кота, которое художник обязательно вставлял в какое-нибудь укромное место. Он также иллюстрировал около 800 книг, среди которых произведения Гомера, Бокаччо, Дж. Чосера, братьев Гримм, А. С. Пушкина, К. Тухольского, Д. Дидро, Монтескьё, Т. Манна, Т. Шторма, Шарля де Костера. Оформленные им учебники русского языка и математики были в ГДР отмечены как «красивейшие книги ГДР».
С 1951 — доцент высшей школы изобразительного и прикладного искусства Берлина-Вейссензее, с 1954 — профессор этой школы. В 1954 совершил учебную поездку в Китай, где изучал искусство цветной ксилографии. В 1961 стал действительным членом Академия искусств ГДР, с 1964 — секретарь секции изобразительного искусства академии. В 1982 закончил карьеру педагога.
В конце жизни много болел, дважды (в 1986 и 1988) перенёс инсульт.
Основной художественный интерес Клемке лежал в области ксилографии.

## Награды и признание
- Национальная премия ГДР второго класса (1962)
- Национальная премия ГДР второго класса (1969)
- Национальная премия ГДР первого класса (1977)
- Орден «За заслуги перед Отечеством» (ГДР) первой степени (1982)
- почётный член Академии художеств СССР (1973)
- почётный гражданин итальянского города Чертальдо — родины Дж. Бокаччо.

## Галерея

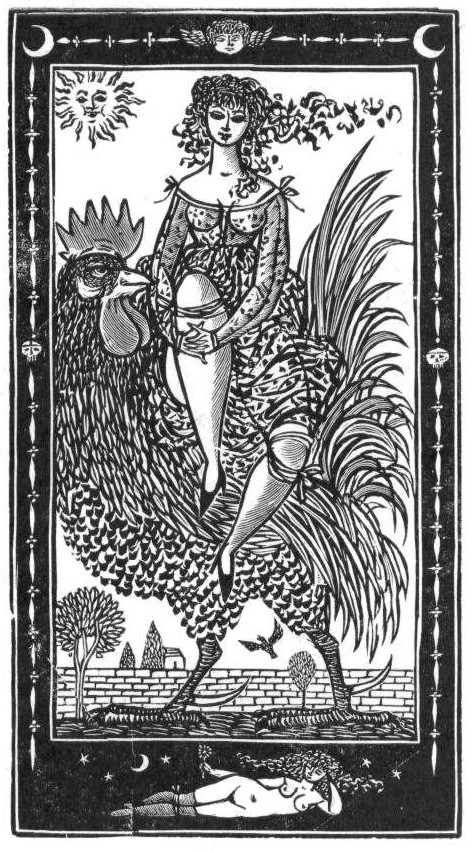
Иллюстрация к Декамерону
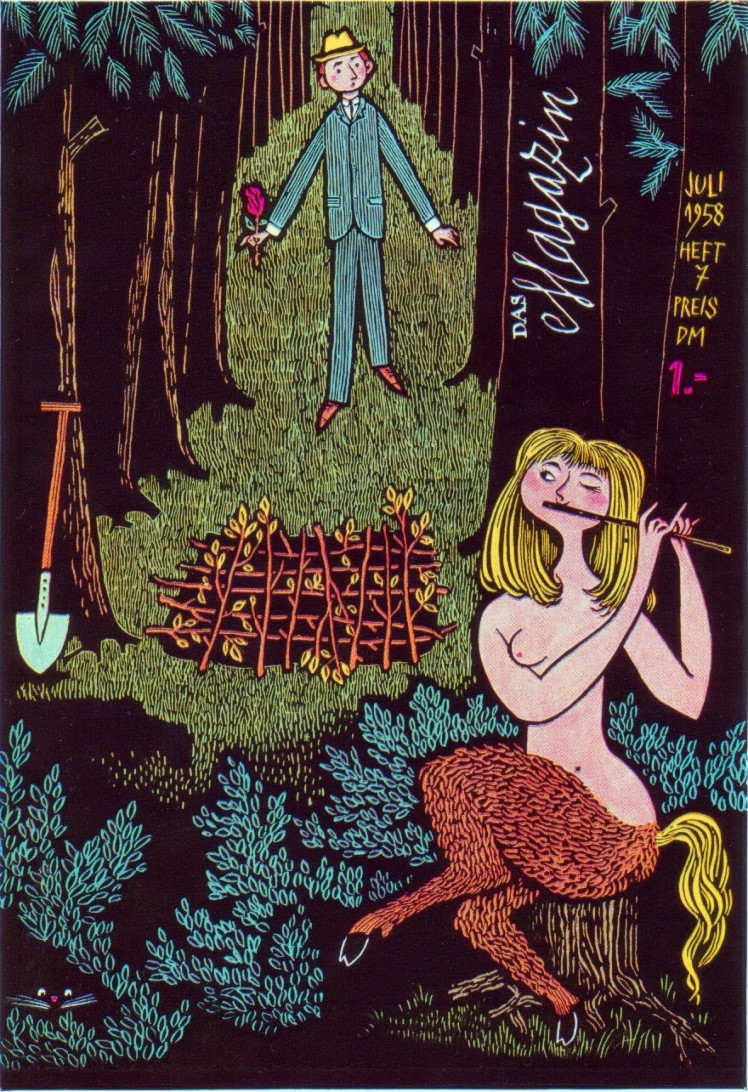
Титульная страница к журналу Magazin (июль 1958)
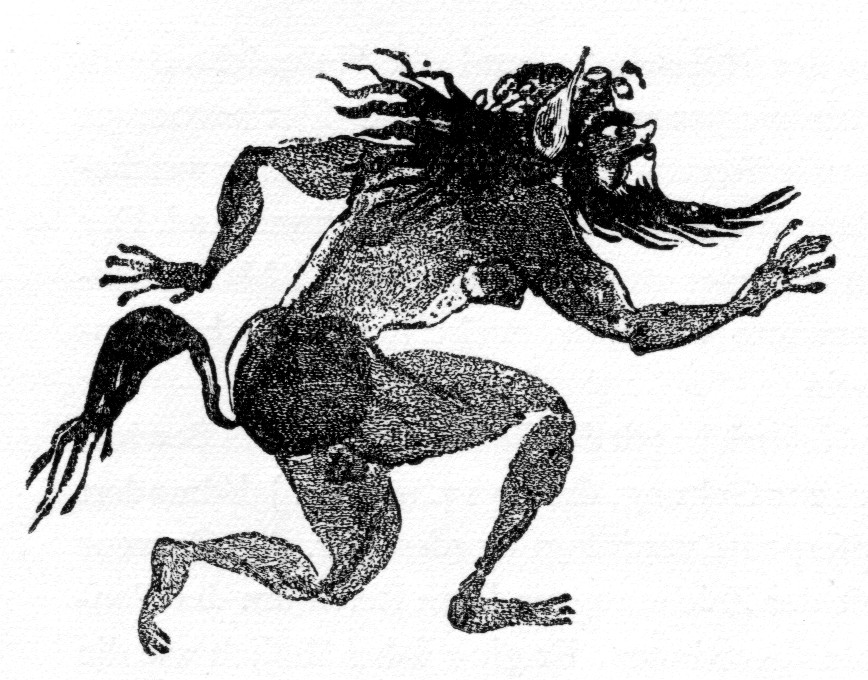
Иллюстрация к произведениям Монтескьё
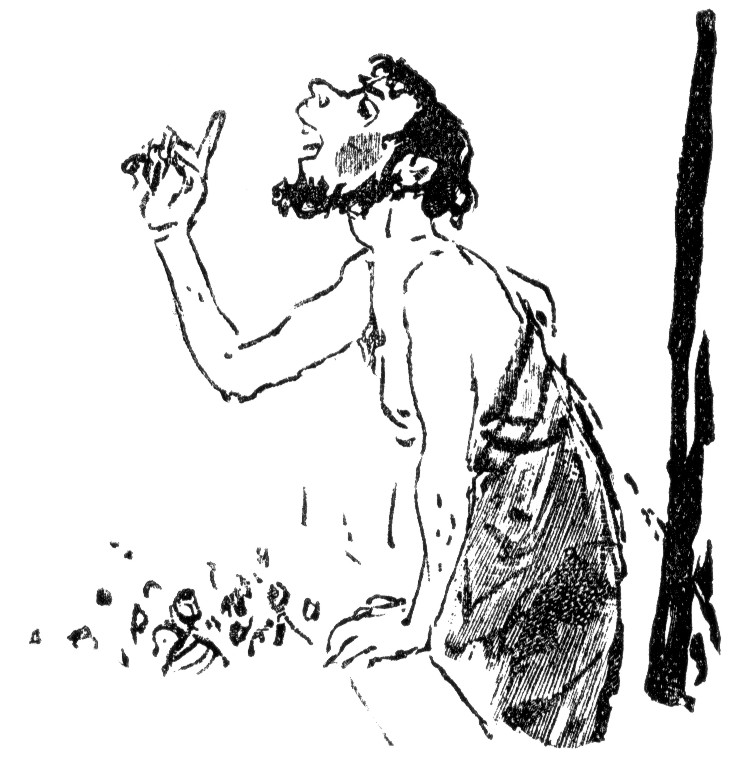
Иллюстрация к произведениям Монтескьё